# Walker Zimmerman
Walker Zimmerman,  né le 19 mai 1993 à Lawrenceville en Géorgie (États-Unis), est un joueur international américain de soccer. Il joue au poste de défenseur central avec le Nashville SC en MLS.

## Biographie

### En club
Après deux saisons pleines en NCAA, Zimmerman décide d'anticiper son passage en pro et signe un contrat Génération Adidas avec la MLS. Il est repêché en 7e position lors de la MLS SuperDraft 2013 par le FC Dallas. Après des premières saisons difficiles à Dallas où il manque de temps de jeu, il s'impose comme titulaire en défense centrale au cours de la saison 2016 et obtient une première sélection en équipe américaine en février 2017 contre la Jamaïque.
Avec le FC Dallas, il atteint les demi-finales de la Ligue des champions de la CONCACAF en 2017, en étant battu par le club mexicain du CF Pachuca.
À l'issue de la saison 2017, il est échangé à la franchise d'expansion du Los Angeles FC, contre 250 000 dollars en allocation générale et 250 000 dollars en allocation ciblée.
Le 22 septembre 2018, il inscrit son premier doublé en MLS, lors de la réception des San Jose Earthquakes (victoire 2-0).
Le 11 février, il est échangé au Nashville SC pour un montant total de 950 000 dollars américains en allocation monétaire.

### En équipe nationale
Le 29 janvier 2017, il figure pour la première fois sur le banc des remplaçants de l'équipe nationale A, mais sans entrer en jeu, lors d'un match amical contre la Serbie (0-0). Cinq jours plus tard, il reçoit sa première sélection, lors d'une rencontre amicale face à la Jamaïque. Propulsé directement titulaire, il joue l'intégralité de la partie (victoire 1-0).
Le 29 mai 2018, il inscrit son premier but en équipe nationale, lors d'un match amical contre la Bolivie (victoire 3-0). Par la suite, le 28 janvier 2019, il marque son deuxième but, en amical contre le Panama (victoire 3-0).
Lors de l'été 2019, il est retenu par le sélectionneur Gregg Berhalter afin de participer à la Gold Cup organisée conjointement par les États-Unis, le Costa Rica et la Jamaïque. Lors de cette compétition, il joue trois matchs. Les États-Unis s'inclinent en finale face au Mexique, avec Zimmerman sur le banc des remplaçants.
Le 1er juillet 2021, il est retenu dans la liste des vingt-trois joueurs américains sélectionnés par Gregg Berhalter pour disputer la Gold Cup 2021.
Le 9 novembre 2022, il est sélectionné par Gregg Berhalter pour participer à la Coupe du monde 2022.

## Palmarès

### En sélection
États-Unis
- Vainqueur de la Gold Cup en 2021
- Finaliste de la Gold Cup en 2019
- Vainqueur de la Ligue des nations en 2023

### En club
FC Dallas
- Vainqueur du Supporters' Shield en 2016
- Vainqueur de la US Open Cup en 2016

 Los Angeles FC
- Vainqueur du Supporters' Shield en 2019

 Nashville SC
- Finaliste de la Leagues Cup en 2023

### Individuel
- Nommé dans l'équipe-type de la MLS en 2019

## Statistiques
| Saison                | Club                  | Championnat           | Championnat | Championnat | Coupe(s) nationale(s) | Coupe(s) nationale(s) | Compétition(s) continentale(s) | Compétition(s) continentale(s) | Compétition(s) continentale(s) | Séries | Séries | États-Unis | États-Unis | Total | Total |
| Saison                | Club                  | Division              | M.          | B.          | M.                    | B.                    | Comp.                          | M.                             | B.                             | M.     | B.     | M.         | B.         | M.    | B.    |
| 2013                  | FC Dallas             | MLS                   | 7           | 2           | 2                     | 0                     | -                              | -                              | -                              | -      | -      | 0          | 0          | 9     | 2     |
| 2014                  | FC Dallas             | MLS                   | 10          | 0           | 1                     | 0                     | -                              | -                              | -                              | 2      | 0      | 0          | 0          | 13    | 0     |
| 2015                  | FC Dallas             | MLS                   | 20          | 0           | 2                     | 0                     | -                              | -                              | -                              | 2      | 1      | 0          | 0          | 24    | 1     |
| 2016                  | FC Dallas             | MLS                   | 30          | 4           | 4                     | 0                     | LCC                            | 1                              | 0                              | 2      | 0      | 0          | 0          | 37    | 4     |
| 2017                  | FC Dallas             | MLS                   | 22          | 1           | 1                     | 0                     | LCC                            | 4                              | 0                              | -      | -      | 1          | 0          | 28    | 1     |
| Sous-total            | Sous-total            | Sous-total            | 89          | 7           | 10                    | 0                     | -                              | 5                              | 0                              | 6      | 1      | 1          | 0          | 111   | 8     |
| 2018                  | Los Angeles FC        | MLS                   | 26          | 4           | 4                     | 0                     | -                              | -                              | -                              | 1      | 0      | 3          | 1          | 34    | 5     |
| 2019                  | Los Angeles FC        | MLS                   | 25          | 1           | 1                     | 0                     | -                              | -                              | -                              | 2      | 0      | 8          | 1          | 36    | 2     |
| Sous-total            | Sous-total            | Sous-total            | 51          | 5           | 5                     | 0                     | -                              | 0                              | 0                              | 3      | 0      | 11         | 2          | 70    | 7     |
| 2020                  | Nashville SC          | MLS                   | 22          | 3           | -                     | -                     | -                              | -                              | -                              | 3      | 0      | 2          | 0          | 27    | 3     |
| 2021                  | Nashville SC          | MLS                   | 25          | 3           | -                     | -                     | -                              | -                              | -                              | 2      | 0      | 9          | 0          | 36    | 3     |
| 2022                  | Nashville SC          | MLS                   | 30          | 4           | 3                     | 0                     | -                              | -                              | -                              | 1      | 0      | 14         | 1          | 48    | 5     |
| 2023                  | Nashville SC          | MLS                   | 12          | 1           | -                     | -                     | -                              | -                              | -                              | -      | -      | 5          | 0          | 17    | 1     |
| Sous-total            | Sous-total            | Sous-total            | 89          | 11          | 3                     | 0                     | -                              | 0                              | 0                              | 6      | 0      | 30         | 1          | 128   | 12    |
| Total sur la carrière | Total sur la carrière | Total sur la carrière | 229         | 23          | 18                    | 0                     | -                              | 5                              | 0                              | 19     | 1      | 42         | 3          | 313   | 27    |